# Лупешти (Арад)
Лупешти (рум. Lupești) насеље је у Румунији у округу Арад у општини Варадија де Муреш. Oпштина се налази на надморској висини од 231 m.

## Становништво
Према подацима из 2002. године у насељу је живело 340 становника, од којих су сви румунске националности.